# Список музеїв Житомирської області
Список музеїв, розташованих на території Житомирської області
|    |
| -- |
| 1  |
| 2  |
| 3  |
| 4  |
| 5  |
| 6  |
| 7  |
| 8  |
| 9  |
| 10 |
| 11 |
| 12 |
| 13 |
| 14 |
| 15 |
| 16 |
| 17 |
| 18 |
| 19 |
| 20 |
| 21 |
| 22 |
| 23 |
| 24 |
| 25 |
| 26 |
| 27 |
| 28 |
| 29 |
| 30 |
| 31 |
| 32 |
| 33 |
| 34 |
| 35 |
| 36 |
| 37 |
| 38 |
| 39 |
| 40 |
| 41 |

| Назва                                                                  | Місцезнаходження    |
| ---------------------------------------------------------------------- | ------------------- |
| Житомирський краєзнавчий музей*                                        | Житомир             |
| Музей космонавтики імені Сергія Павловича Корольова*                   | Житомир             |
| Житомирський обласний літературний музей*                              | Житомир             |
| Музей пожежної охорони                                                 | Житомир             |
| Літературно-меморіальний музей В. Г. Короленка*                        | Житомир             |
| Дім української культури                                               | Житомир             |
| Музей Товариства дослідників Волині                                    | Житомир             |
| Народний Музей Бориса Лятошинського                                    | Житомир             |
| Новоград-Волинський краєзнавчий музей*                                 | Новоград-Волинський |
| Коростенський краєзнавчий музей*                                       | Коростень           |
| Військово-історичний комплекс «Скеля»                                  | Коростень           |
| Кмитівський музей образотворчого мистецтва імені Й. Д. Буханчука*      | Кмитів              |
| Літературно-меморіальний музей-садиба М. Т. Рильського*                | Романівка           |
| Музей коштовного і декоративного каміння*                              | Хорошів             |
| Музей родини Косачів*                                                  | Новоград-Волинський |
| Музей української домашньої ікони                                      | Радомишль           |
| Музей Хліба                                                            | Велика Цвіля        |
| Літературно-меморіальний музей Лесі Українки*                          | Новоград-Волинський |
| Музей історії медицини                                                 | Новоград-Волинський |
| Музей партизанської слави Полісся*                                     | Словечне            |
| Брусилівський історичний музей імені Івана Огієнка*                    | Брусилів            |
| Малинський історико-краєзнавчий меморіальний комплекс                  | Малин               |
| Олевський краєзнавчий музей*                                           | Олевськ             |
| Музей історії Овруччини*                                               | Овруч               |
| Овруцький історико-краєзнавчий музейний комплекс «Древлянські джерела» | Овруч               |
| Пулинський районний художній музей «Пулинські барви»                   | Пулини              |
| Краєзнавчий музей Черняхова*                                           | Черняхів            |
| Музей історії Любара                                                   | Любар               |
| Краєзнавчий музей Романівщини                                          | Романів             |
| Музей історії міста Бердичева*                                         | Бердичів            |
| Новоборівський краєзнавчий музей*                                      | Нова Борова         |
| Районний народний музей імені Джозефа Конрада                          | Терехове            |
| Хорошівський народний музей історії району                             | Хорошів             |
| Ємільчинський народний районний краєзнавчий музей*                     | Ємільчине           |
| Велико-Коровинецький районний краєзнавчий музей*                       | Великі Коровинці    |
| Музей села Паволоч                                                     | Паволоч             |
| Музей села Копище*                                                     | Копище              |
| Меморіальний музей Оноре де Бальзака*                                  | Верхівня            |
| Баранівський історико-краєзнавчий народний музей*                      | Баранівка           |
| Коростишівський народний історичний музей*                             | Коростишів          |
| Радомишльський народний краєзнавчий музей*                             | Радомишль           |

*) Зберігає предмети, які належать до державної частини Музейного фонду України